# Virus (film din 1999)
Virus este un film SF de groază din 1999 regizat de John Bruno. În rolurile principale joacă actorii  Jamie Lee Curtis, Donald Sutherland, William Baldwin, Joanna Pacuła, Marshall Bell, Sherman Augustus, Cliff Curtis și Julio Oscar Mechoso. Filmul se bazează pe o povestire din benzile desenate Dark Horse cu același nume de Chuck Pfarrer.

## Prezentare
Filmul începe cu Stația Spațială Mir care face o transmisie către o navă de cercetare din Pacificul de Sud, Academic Vladislav Volkov. În timp ce echipajul de pe stația spațială și cei de pe navă comunică prin satelit, o furtună electrică de mari dimensiuni apare din spațiul cosmic și lovește Stația Spațială Mir. Creșterea de curent electric deturnează aparatura electronică de pe Mir și o rază de energie țâșnește spre Pământ spre nava de cercetare rusească, dezactivând-o în acest proces. Membrii echipajul Mir sunt aparent uciși, în timp ce echipajul navei de cercetare are o soartă necunoscută.

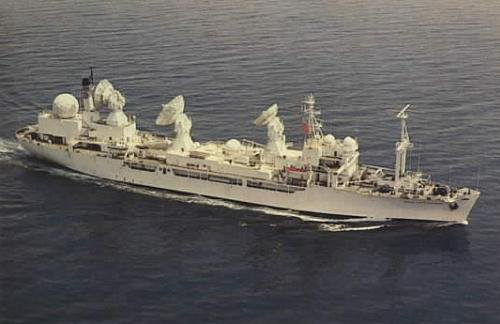
Nava USNS Hoyt S. Vandenberg - folosită la filmări ca Akademic Vladislav Volkov

Robotul gigant Goliath în timp ce o torturează pe Foster pentru a afla unde e detonatorul

Șapte zile mai târziu [...]

## Actori
| Actor               | Personaje                |
| ------------------- | ------------------------ |
| Jamie Lee Curtis    | Kelly "Kit" Foster       |
| William Baldwin     | Steve Baker              |
| Donald Sutherland   | Căpitanul Robert Everton |
| Joanna Pacuła       | Nadia Vinogradova        |
| Marshall Bell       | J. W. Woods Jr.          |
| Sherman Augustus    | Richie Mason             |
| Cliff Curtis        | Hiko                     |
| Julio Oscar Mechoso | Squeaky                  |